# 瓦窑台（甲）遗址
瓦窑台（甲）遗址，位于中国青海省民和县马场垣乡上西川村，为第四批青海省文物保护单位，公布日期为1986年5月27日，类型为古遗址。
瓦窑台（甲）遗址的历史年代为马厂类型、辛店文化。